# Bandeira de Sebastopol

A Bandeira de Sebastopol é um dos símbolos da cidade de Sebastopol, Rússia.
Foi aprovada no dia 21 de abril de 2000 pelo Conselho Legislativo da Cidade de Sebastopol..

## Descrição
A bandeira da cidade é um pano retangular de cor vermelha com uma relação entre a largura e o comprimento de 2:3. No centro encontra-se o escudo da cidade. O comprimento total do escudo de armas na bandeira é de 2/5 do comprimento dela.